# AMI/ArMI/Fire
Pour les articles homonymes, voir AMI.
La revue belge francophone AMI (Arms Militaria International ; magazine international des armes) parait à partir de 1979. Le magazine, mensuel dans un premier temps, ensuite bis-mensuel, puis, finalement, trimestriel publie des articles sur les armes, l'uniformologie, le rechargement et le militaria. 
Le périodique change de titre et devint ArMI en 1987, puis Fire! en 1990. Le rédacteur-en-chef est René Smeets. Le magazine Fire! appartient, entre autres, à l'ancien mercenaire Bob Denard. Philippe Graton y collabore régulièrement. Arrêt de parution en août 2002.
Notons que ces magazines furent distribués en kiosque, librairies, ou par abonnement, essentiellement en Belgique, au Luxembourg, en France, en Suisse et au Canada (+/- 6 000 exemplaires vendus par numéro).